# Green Eagles Football Club
El Green Eagles FC es un equipo de fútbol profesional zambiano que actualmente juega en la Primera División de Zambia. Está establecido en la ciudad de Kabwe, y su estadio es el Eagles Ground, situado en Choma.

## Participación en competiciones de la CAF
| Temporada | Torneo                       | Ronda      | Club               | Casa | Visita | Global  |
| --------- | ---------------------------- | ---------- | ------------------ | ---- | ------ | ------- |
| 2018/19   | Copa Confederación de la CAF | Preliminar | Young Buffaloes    | 2-0  | 3-2    | 5-2     |
| 2018/19   | Copa Confederación de la CAF | 1          | NA Hussein Dey     | 0-0  | 0-2    | 0-2     |
| 2019/20   | Liga de Campeones de la CAF  | Preliminar | Orlando Pirates FC | 1-0  | 1-1    | 2-1     |
| 2019/20   | Liga de Campeones de la CAF  | 1          | Primero de Agosto  | 1-2  | 1-0    | 2-2 (a) |
| 2019/20   | Copa Confederación de la CAF | Playoff    | Hassania Agadir    | 1-1  | 1-2    | 2-3     |
| 2020/21   | Copa Confederación de la CAF | Preliminar | Musongati FC       | 2-1  | 2-2    | 4-3     |
| 2020/21   | Copa Confederación de la CAF | 1          | Cotonsport         | 0-2  | 0-1    | 0-3     |

## Jugadores

### Jugadores destacados
- Francis Tindi Mwanza
- Spencer Sautu
- Adamson Mulao
- Tapson Kaseba
- Mathews Tembo

## Entrenadores
- Keagan Mumba (2008-2009)